# 緬甸的猶太人
緬甸的猶太人，最早是在19世紀時從英屬印度來的商人，人口大約2500人。

## 歷史
緬甸歷史上最早關於猶太人的記載是在18世紀，當時一個猶太人所羅門·戈比諾成為國王雍笈牙的軍隊指揮官。
在19世紀，印度的猶太貿易商紛紛到緬甸從事買賣，特別是在仰光與曼德勒建立社群，其中有巴格達猶太人、柯枝猶太人和貝尼以色列。在英國統治下猶太小企業繁榮發展，特別棉花和大米貿易，甚至在20世紀初仰光和勃生都有過猶太人市長。隨著1942年日本侵略緬甸，許多猶太人逃往印度。雖然日本是納粹德國的盟友，但他們沒有對猶太人有任何特別的反感。同時，他們認為當地的猶太人作為一個親英和“歐洲”的懷疑對像。猶太商家財產在1964年被緬甸政府國有化，社會地位進一步下降，許多猶太人轉移到其他國家。緬甸最後的拉比在1969年離開緬甸。
在2002年，只有20位猶太人留在仰光，多數緬甸猶太人也回到以色列。當地猶太人使用猶太會堂禮拜，但人數常不足猶太律法所需法定人數，通常情況下，以色列使館會幫助猶太教堂保持經常性的服務。在2011年，有45位猶太人在猶太會堂禮拜，創下最高紀錄。
在緬甸北部和印度東北部的藏緬語系民族米佐人被認為是以色列失落的支派，2005年4月1日，以色列的瑟法底犹太人首席拉比Shlomo Amar宣佈確認此猶太教社群為可信的以色列失落支派，並同時派遣一小隊拉比到印度為該社群舉行正統猶太教的正式歸信儀式。根據以色列的回歸法，此批自稱屬瑪拿西支派的米佐猶太人將可移居以色列。
緬甸也是第一個承認以色列的亞洲國家，於1953年以色列派員訪問緬甸，並於1957年設置大使館。